# Laterala knäkroppen

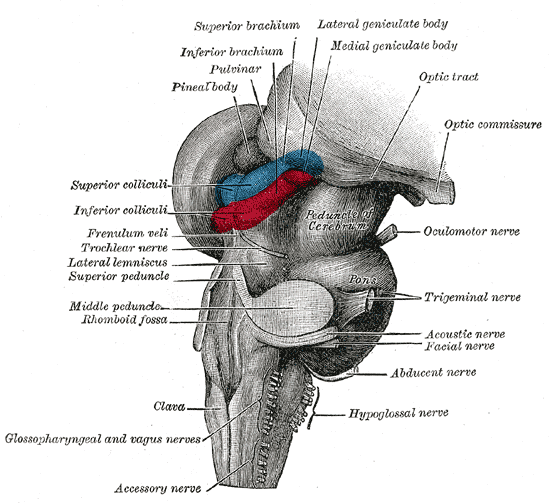
Laterala knäkroppen sitter under tallkottkörteln

Laterala knäkroppen (latin: corpus geniculatum laterale) är en del på talamus som är en del av hjärnan. Den är den primära processorn av information från näthinnan i ögat som ingår i centrala nervsystemet. Knäkroppen består av tre typer av celler: magnocellulära, parvocellulära och koniocellulära som har olika egenskaper.